# Fabio De Luigi
Fabio De Luigi (Santarcangelo di Romagna, 11 ottobre 1967) è un attore, comico, imitatore, regista ed ex giocatore di baseball italiano.

## Biografia
Dopo essersi diplomato al liceo artistico e aver svolto il servizio militare nell'Aeronautica, si iscrive all'Accademia di Belle Arti di Bologna e si diploma in pittura con la tesi “Comicità nella critica d’arte contemporanea”. Il debutto come comico avviene nel 1990 con la partecipazione al concorso "La Zanzara d'oro", in cui ottiene il quarto posto. Seguono diversi spettacoli teatrali, fra cui La vera storia di Fabio e Tafano Show, diretto da Antonio Catania. Dopo una partecipazione a Facciamo cabaret (in trio con Giorgio Ganzerli e Giorgio Centamore), acquisisce notorietà grazie alla Gialappa's Band nei vari Mai dire..., sia in veste di comico che di conduttore.
Il successo arriva con Mai dire Grande Fratello 2 nel quale, accanto a Paola Cortellesi e al Mago Forest, anima il programma. I suoi personaggi più famosi sono il cantante sdolcinato Olmo, il modello Fabius dall'alito mefitico, il nobile e giornalista Luigio Guastardo della Radica, il presentatore perfetto Cologno, il pagliaccio Baraldi, che tenta sempre di strappare una risata nonostante le sue condizioni di salute siano a dir poco precarie, Medioman, il supereroe della mediocrità ispirato al concorrente di Grande Fratello Francesco Gaiardelli, l'Ingegner Cane, ipotetico ideatore del ponte sullo stretto di Messina, Bum Bum Picozza, finto inviato de Le Iene e Striscia la notizia, Petunio, ballerino musicista latinoamericano costretto a ballare e cantare sempre fino allo sfinimento quando c'è musica, e numerose imitazioni di personaggi televisivi e politici tra cui Patrick Ray Pugliese e Roberto Calderoli.
Lasciati i programmi comici, si dedica alla sitcom. Nel 2005 è il protagonista di Love Bugs, con Michelle Hunziker, serie comica che racconta i problemi di coppia e riscuote un buon successo. L'anno successivo ad affiancarlo nella trasmissione c'è Elisabetta Canalis. È stato su Rai 1 conduttore di Apocalypse Show, programma di Gianfranco Funari, assieme a Esther Ortega. Vanta partecipazioni al cinema anche in ruoli da protagonista assoluto, come in Ogni volta che te ne vai, del 2004. A Natale 2006, fa coppia con Claudio Bisio in Natale a New York; nello stesso periodo, è al cinema anche in Commediasexi, dove fa un breve cameo assieme a Maurizio Micheli all'inizio del film. Recita nel cast dei successivi Natale in crociera (2007) e Natale a Rio (2008) dove riaffianca Michelle Hunziker. Ha condotto il programma di Italia 1 Le Iene con Ilary Blasi da settembre 2008 fino all'edizione di febbraio 2009, anno in cui entra nel cast del film di Pupi Avati Gli amici del bar Margherita.

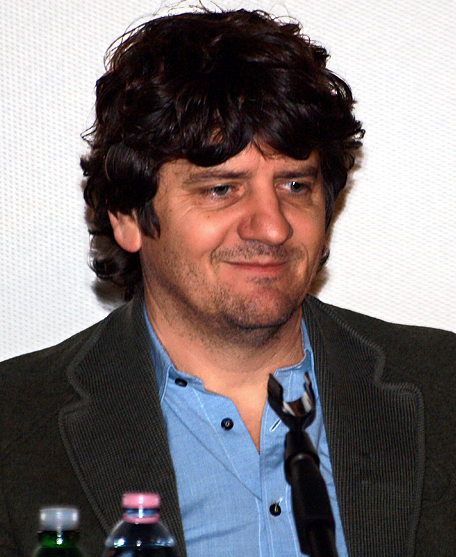
Fabio De Luigi nel 2012

L'anno successivo è il protagonista del film di Gabriele Salvatores, Happy Family e di Maschi contro femmine di Fausto Brizzi. Nel 2011 è stato protagonista di La peggior settimana della mia vita, di cui è anche co-sceneggiatore e co-creatore del soggetto, diretto da Alessandro Genovesi e con Cristiana Capotondi, Alessandro Siani e Antonio Catania. Durante l'estate dello stesso anno, viene diretto nuovamente da Fausto Brizzi in Com'è bello far l'amore 3D, con Claudia Gerini, Filippo Timi e Giorgia Würth. Dal 2010 partecipa in qualità di testimonial di Fondazione ISAL, presieduta dal professor William Raffaeli. A fine 2012 è uscito nei cinema Il peggior Natale della mia vita, sequel del precedente La peggior settimana della mia vita.
Nel 2013 interpreta Alberto Nardi, un imprenditore che cerca di sbarazzarsi della moglie, interpretata da Luciana Littizzetto, nel film Aspirante vedovo. Nel febbraio 2014 è protagonista della pellicola Una donna per amica, accanto a Laetitia Casta, dove recita nel ruolo di Francesco, un avvocato impacciato che si innamora della sua migliore amica proprio quando questa decide di sposarsi. Nel 2015 è stato impegnato nelle riprese di un film con Angelo Duro dal titolo Tiramisù, suo debutto come regista, uscito nelle sale il 25 febbraio 2016. Tra settembre e ottobre 2016 è stato impegnato nelle riprese di un film con Elio Germano dal titolo Questione di karma. Appare nel videoclip di Fabio Rovazzi Tutto molto interessante, uscito il 2 dicembre 2016, nelle vesti di produttore discografico.
Dal 25 settembre al 18 dicembre 2017 ogni lunedì sera è stato ospite fisso a Che fuori tempo che fa, in onda su Rai 1. Nel 2018 è protagonista, insieme a Miriam Leone, nel film Metti la nonna in freezer. Nello stesso anno recita anche nel film di Guido Chiesa Ti presento Sofia, con Micaela Ramazzotti. Nel 2019 è uno dei protagonisti dell'heist movie Gli uomini d'oro in un insolito ruolo drammatico, molto distante dal tipico personaggio che interpreta nelle sue commedie. Da ottobre 2020 a dicembre 2020 gira Ridatemi mia moglie, serie TV in onda nel 2021, con la regia di Alessandro Genovesi. Da marzo 2021 a maggio 2021 gira il film La befana vien di notte 2 - Le origini, con la regia di Paola Randi, interpretando il principale antagonista, il barone Gian Rodolfo De Michelis al fianco di Monica Bellucci.
Da settembre a novembre 2021 è stato impegnato nelle riprese del suo secondo film da regista intitolato Tre di troppo, uscito il 1º gennaio 2023. Da maggio 2023 a giugno 2023 è stato impegnato nelle riprese del suo terzo film da regista 50 km all'ora, con Stefano Accorsi, in cui è attore e regista. Dal 3 novembre 2023 è protagonista di un one man show su Prime Video, Amazing - Fabio De Luigi, uno show in cui deve ritirare un premio immaginario. Con lui sono presenti anche Diego Abatantuono, Elio, Virginia Raffaele e Marco Mengoni. Da ottobre 2024 a novembre 2024  è stato impegnato nelle riprese del film 10 giorni con i suoi di Alessandro Genovesi, uscito il 23 gennaio 2025. Da maggio a luglio 2025 è stato impegnato nelle riprese del suo quarto film da regista dal titolo Un bel giorno.

## Vita privata
Pronipote di Tonino Guerra, dal 1998 è legato all'ex modella Jelena Ilic da cui ha avuto due figli: Dino (2007) e Lola (2011).
Appassionato di calcio, è un grande tifoso dell'Inter.

## Giocatore di baseball
De Luigi ha giocato a baseball a livello agonistico arrivando a militare in Serie A1. Cresciuto nella squadra della sua città natale, il Santarcangelo, nel 1994 è entrato a far parte del Rimini Baseball. Alla sua prima stagione con la pluriscudettata formazione arancionera, De Luigi ha ricoperto prevalentemente il ruolo di esterno sinistro in difesa. In attacco ha registrato una media battuta di .293, frutto di 34 valide su 116 apparizioni al piatto, con 18 punti battuti a casa. La squadra ha concluso al primo posto la stagione regolare, ma è stata eliminata nelle semifinali scudetto contro il Nettuno. Ha giocato con il club riminese anche nel 1995, con una media battuta scesa a .194 in 46 partite di regular season, in un'annata segnata anche dal cambio di allenatore a stagione in corso. Al termine del campionato ha lasciato il baseball per dedicarsi all'attività lavorativa, ma nel 1997 ha accettato la proposta di tornare temporaneamente in campo con Rimini per sei partite, prima di interrompere nuovamente l'attività a causa degli impegni professionali con Radio Rai. In totale ha collezionato 87 presenze nella massima serie, che salgono a 93 considerando anche i playoff scudetto.

## Filmografia

### Attore

#### Cinema
- Nitrato d'argento, regia di Marco Ferreri (1996)
- Matrimoni, regia di Cristina Comencini (1998)
- Asini, regia di Antonello Grimaldi (1999)
- Tutti gli uomini del deficiente, regia di Paolo Costella (1999)
- Il partigiano Johnny, regia di Guido Chiesa (2000)
- Se fossi in te, regia di Giulio Manfredonia (2001)
- Quasi quasi, regia di Gianluca Fumagalli (2002)
- Un Aldo qualunque, regia di Dario Migliardi (2002)
- È già ieri, regia di Giulio Manfredonia (2004)
- Ogni volta che te ne vai, regia di Davide Cocchi (2004)
- Commediasexi, regia di Alessandro D'Alatri (2006) - cameo
- Natale a New York, regia di Neri Parenti (2006)
- Natale in crociera, regia di Neri Parenti (2007)
- Come Dio comanda, regia di Gabriele Salvatores (2008)
- Natale a Rio, regia di Neri Parenti (2008)
- Ex, regia di Fausto Brizzi (2009)
- Gli amici del bar Margherita, regia di Pupi Avati (2009)
- Happy Family, regia di Gabriele Salvatores (2010)
- Maschi contro femmine, regia di Fausto Brizzi (2010)
- Femmine contro maschi, regia di Fausto Brizzi (2011)
- La peggior settimana della mia vita, regia di Alessandro Genovesi (2011)
- Com'è bello far l'amore, regia di Fausto Brizzi (2012)
- Il peggior Natale della mia vita, regia di Alessandro Genovesi (2012)
- Aspirante vedovo, regia di Massimo Venier (2013)
- Una donna per amica, regia di Giovanni Veronesi (2014)
- Soap opera, regia di Alessandro Genovesi (2014)
- Si accettano miracoli, regia di Alessandro Siani (2015)
- Tiramisù, regia di Fabio De Luigi (2016)
- Questione di karma, regia di Edoardo Falcone (2017)
- Metti la nonna in freezer, regia di Giancarlo Fontana e Giuseppe Stasi (2018)
- Ti presento Sofia, regia di Guido Chiesa (2018)
- 10 giorni senza mamma, regia di Alessandro Genovesi (2019)
- Gli uomini d'oro, regia di Vincenzo Alfieri (2019)
- 10 giorni con Babbo Natale, regia di Alessandro Genovesi (2020)
- E noi come stronzi rimanemmo a guardare, regia di Pif (2021)
- La Befana vien di notte 2 - Le origini, regia di Paola Randi (2021)
- Tre di troppo, regia di Fabio De Luigi (2023)
- 50 km all'ora, regia di Fabio De Luigi (2024)
- 10 giorni con i suoi, regia di Alessandro Genovesi (2025)
- Un bel giorno, regia di Fabio De Luigi (2025)

### Televisione
- Love Bugs – serie TV (2004-2005)
- All Stars – serie TV (2010)
- Ridatemi mia moglie – miniserie TV, 2 episodi (2021)

### Regista
- Tiramisù (2016)
- Tre di troppo (2023)
- 50 km all'ora (2024)
- Un bel giorno (2025)

### Doppiatore
- Melman in Madagascar
- Ken in Toy Story 3 - La grande fuga
- Blu in Rio e Rio 2 - Missione Amazzonia

## Teatro
- Un titolo comico (1991)
- Non capisco come sia successo (1993)
- La vera storia di Fabio (1995)
- Tafano show (1997)
- Biol (1999)
- Irma la dolce (2002)
- Il bar sotto il mare (2006)

## Programmi televisivi
- Facciamo cabaret (Italia 1, 1998)
- Mai dire gol (Italia 1, 1998-2001)
- Mai dire Maik (Italia 1, 2000)
- Mai dire domenica (Italia 1, 2002-2004)
- Mai dire Grande Fratello (Italia 1, 2001, 2005)
- Festivalbar (Italia 1, 2005)
- Mai dire lunedì (Italia 1, 2005)
- Apocalypse Show (Rai 1, 2007)
- Mai dire martedì (Italia 1, 2006-2007)
- Le Iene (Italia 1, 2008)
- Facciamo che io ero (Rai 2, 2017)
- Che fuori tempo che fa (Rai 1, 2017)
- Danza con me (Rai 1, 2019)
- Dinner Club (Prime Video, 2021)
- Amazing - Fabio De Luigi (Prime Video, 2023)
- GialappaShow (TV8, 2024)

## Radio
- Il programma lo fate voi (Radio 2 1996-1998)
- Buono Domenico (Radio 2, 1997)
- Il cammello di Radiodue (Radio 2, 2002)

## Discografia
- 2002 – Olmo & Friends (come Olmo)

## Videoclip
- Tutto molto interessante di Fabio Rovazzi (2016)

## Riconoscimenti
- Golden Graals
  - 2007 – Candidatura al miglior attore in un film commedia per Natale a New York
  - 2010 - Candidatura Miglior attore in un film commedia per Ex
- Arcangelo D'Oro
  - 2018 – Vinto